# Felix Bernstein
Felix Bernstein (ur. 24 lutego 1878 w Halle, zm. 3 grudnia 1956 w Zurychu) – niemiecki matematyk.

## Życiorys
Jego ojciec Julius Bernstein (1839-1917) był znanym fizjologiem. Matka Felixa była pianistką i kompozytorką. Imię nadano Felixowi na pamiątkę Felixa Mendelssohna, planując dla niego karierę muzyka.
Uczęszczając do gimnazjum w Halle, Felix uczęszczał na seminaria Georga Cantora i zaczął z nim współpracować w 1896. Nie miał jednak zamiaru zostać matematykiem i zaczął studiować filozofię, archeologię i historię sztuki w Pizie. Znajomi przekonali go jednak do zajęcia się matematyką, którą studiował na Uniwersytecie w Getyndze. Tam  w 1901 uzyskał doktorat za rozprawę pt. „Untersuchungen an der Mengenlehre”. Habilitował się w 1903 lub 1907 r. na Uniwersytecie w Halle na podstawie pracy pt. „Über den Klassenkörper eines algebraischen Zahlkörpers” i objął stanowisko Privatdozent.
W 1911 powrócił do Getyngi na stanowisko profesora nadzwyczajnego statystyki matematycznej.
W 1914 nie został zmobilizowany ze względów zdrowotnych, ale w czasie wojny pracował jako statystyk w biurze zajmującym się aprowizacją w Berlinie.
W 1921 został profesorem i założył na Uniwersytecie w Getyndze Instytut Statystyki Matematycznej.
Od 1928 był profesorem wizytującym na Uniwersytecie Harvarda.
W 1934 jako osoba żydowskiego pochodzenia (jego dziadek, Aron Bernstein był działaczem żydowskim) utracił stanowisko w Getyndze i wyemigrował do USA, gdzie uczył na kilku uniwersytetach, do 1948 r., kiedy przeszedł na emeryturę. Mimo że w 1940 r. uzyskał obywatelstwo amerykańskie, wrócił do Niemiec i został emerytowanym profesorem na Uniwersytecie w Getyndze.
Stosował zasady statystyki w biologii, między innymi sformułował zasady dziedziczenia grup krwi (w 1924 r.).
Jego imieniem nazywa się:
- zbiór Bernsteina
- twierdzenie Cantora-Bernsteina-Schrödera